# Commiphora serrulata
Commiphora serrulata är en tvåhjärtbladig växtart som beskrevs av Adolf Engler. Commiphora serrulata ingår i släktet Commiphora och familjen Burseraceae. Utöver nominatformen finns också underarten C. s. tenuipes.